# Carry Tefsen
Carla (Carry) Tefsen, geboren als Carla van der Leek  (Amsterdam, 6 augustus 1938) is een  Nederlands actrice, presentatrice, zangeres en kunstschilder. Ze is Ridder in de Orde van Oranje Nassau.

## Biografie
Carla (Carry) Tefsen is de dochter van Herman Tefsen (1885-1971) en zijn vrouw Cornelia van der Leek (1898-1983), wonende aan de Nieuwendammerdijk 260 in Amsterdam.
In haar biografie ´Zestig jaar in de schijnwerpers´vertelt Tefsen dat vader en moeder toen heel gelukkig waren na eerdere slechte huwelijken. Ze waren nog niet getrouwd toen Carry werd geboren, omdat de ex-partner van haar vader niet wilde scheiden. Pas na het overlijden van de vrouw konden haar ouders trouwen. Carry was toen tien jaar. Ze was een nakomertje in de familie; haar ouders waren al op leeftijd toen zij werd geboren (40 en 51 jaar).
In dit artikel wordt de naam Carry aangehouden, maar die naam kwam pas begin jaren zestig. Ze werkte bij de KRO-revue van het echtpaar Berry Kievits en Gerard Walden. Berry vond dat Carry vlotter klonk en beter stond op een affiche, “…en dat is altijd zo gebleven.”
Vader Tefsen was achtereenvolgend medewerker bij de Westergasfabriek, instrumentmaker en ten slotte leraar aan de ambachtsschool aan de Westerstraat.
 Moeder had pianolessen gehad, maar een loopbaan als pianiste werd vanwege geldgebrek afgebroken. Wel zou ze nog lessen geven in Zaandam voordat ze in Amsterdam kwam te wonen.
Tefsen ging naar lagere scholen in Amsterdam-Noord (Purmerschool, 1944-1946) en Amsterdam-Zuid (Geert Groote School, 1946-1954). Haar ouders zagen bij die laatste school een schonere lucht, thuis woonde ze om de hoek bij de fabriek van Ketjen. In Zuid kon ze euritmie beoefenen, alsmede andere kunstuitingen (tekenen en schilderen). Een logisch vervolg leek de Kunstnijverheidsschool, maar vader en moeder zagen het liever anders. Vader vond dat ze richting onderwijs moest en moeder vond dat ze goed met kleine kinderen kon opschieten. Het werd de Vormschool voor kleuterleidsters annex kweekschool voor onderwijzers (1955-1958). De school, later "Opleidingsschool voor Kleuterleidsters" (KLOS), was gevestigd in Pieter de Hoochstraat 78.
Carry Tefsen is twee keer getrouwd geweest en is inmiddels al zo’n 60 jaar samen (niet getrouwd) met Ger Hinrichs. Uit een eerder huwelijk kwam dochter Maud. Met Ger heeft ze twee zonen, Kim en Leyn. Tefsen heeft zeven kleinkinderen en twee achterkleinkinderen.
Zij en haar partner wonen afwisselend in Nederland (Amsterdam) en Spanje.

## Loopbaan
Tefsen stond een korte periode voor de klas van de Prinses Marijkeschool in Weesp. Ondertussen kon ze invallen op het schooltje voor kinderoperette van haar moeder. Op gegeven moment besloot ze haar baan op te zeggen om te gaan dansen.
Ze werd aangenomen bij de opleiding tot balletlerares van Nel Roos. Maar ze moest daarnaast ook werk hebben. Een bezoek aan een snackbar in de Leidsestraat leverde een baan op als danseres bij nachtclub Moulin Rouge van Rika Jansen aan het Thorbeckeplein. Dat was in 1960.
De eerste jaren in de showbusiness waren niet makkelijk. Er was niet altijd werk, dus weinig inkomen. Tefsen daarover: “Ik had het in die tijd zó arm, dat ik na afloop van de markt de achtergebleven groente van de straat raapte om te kunnen eten. Maar het geldgebrek maakte me niet ongelukkig, omdat ik zo genoot van mijn toneelwerk. Ik was vrij mijn talenten te gebruiken. Dat was belangrijker dan geld."
Door de zwangerschap van dochter Maud kon ze ook een tijd niet werken. Na de zwangerschap probeerde ze er weer ´tussen te komen´. Ze ging naar de mimeschool van Will Spoor Via hem kwam ze bij het Brasemer Studenten Cabaret van Jaap van de Merwe.
In 1963/64 speelde Tefsen haar eerste grote rol in de musical Oliver. Wim Kan zag haar en schreef een briefje en vroeg of ze auditie wilde komen doen. Ze werd aangenomen en toerde twee jaar met onder andere Jenny Arean en Frans Halsema om het voorprogramma van Wim Kan te verzorgen. Kan omschreef Tefsen in zijn dagboek als “Ordinair, maar talentvol.”
De Volkskrant schreef in 1964 dat “Een contract bij Wim Kan staat bekend als een van de beste opleidingen die men zich in Nederland kan denken. Een opleiding die mogelijkheden schept voor andere contracten op artistiek gebied.” Dat ging in ieder geval voor Tefsen op. Zij was daarna niet meer weg te denken van het Nederlandse toneel en de televisie. Terugblikkend zegt Tefsen in 2023: “…ik heb altijd gewerkt. Ik zat zelden een seizoen zonder leuk werk. Mijn voordeel was dat ik breed inzetbaar was: zingen, spelen, dansen.”
In 1968 volgde de “glansrol” (aldus dagblad De Tijd) van Fromme Sarah in Anatevka met Lex Goudsmit en Enny de Leeuwe. Daarna volgde de rol van Aldonza/Dulcinea in De man van La Mancha met Guus Hermus en Lex Goudsmit.
In 1971 speelde ze Toffe Jans in de musical De Jantjes. Daarna speelde ze nog drie keer in nieuwe productie van De Jantjes. In 1974 speelde Tefsen in de revue van André van Duin.

## Blue Movie
In 1971, terwijl ze in De Jantjes speelde, werd haar de vrouwelijke hoofdrol (Elly) in de spraakmakende erotische speelfilm Blue Movie aangeboden. Ze speelde daarin met Hugo Metsers. In de vele naaktscènes met Metsers in dit filmdebuut zag zij geen probleem: "Het was functioneel naakt". En (in 2023): "De makers waarschuwden nog dat de rol wel een beetje pikant was. Kon mij het schelen. Ik zag er goed uit.”

## Zeg 'ns Aaa
De grootste rol op televisie speelde Tefsen tussen 1980 en 1993 als huishoudster Mien Dobbelsteen in de VARA-komedie Zeg 'ns Aaa. Hoewel aanvankelijk niet de bedoeling, draait de serie om de huishoudster Mien en haar man Koos in plaats van de vrouwelijke, alleenstaande huisarts met twee kinderen. Wekelijks hoorde een miljoenenpubliek hoe Mien de telefoon opnam met het beroemde “Met de assistente van dokter Van der Plóóóééégg!!”
Tefsen deed geen auditie voor de rol. Regisseur Nico Knapper kende haar van een andere serie en zag in haar de ideale Mien. In 2023 blikt ze in een interview nog altijd met veel voldoending terug: “Mien was een leuke, grappige rol met meer inhoud dan je op eerste gezicht zou denken. Ik heb er veel mensen een plezier mee gedaan en nog goed geld verdiend ook. Wat wil je nog meer?”
Tefsen staat bekend om haar Amsterdams accent (“Dat is gewoon hoe ik praat. Ik kom uit Amsterdam-Noord”), maar zette het accent wel extra aan voor Mien. “Mien Dobbelsteen was extra. Tegen Nico Knapper, de regisseur, zei ik in het begin dat het te veel was, te ver over de top. “Zijn reactie was altijd: doe het nou maar eens. Een komiek moet overdrijven, dat durfde ik eerst niet. Ik wist nog niet wat voor personage het zou worden, ik was zoekende. Zo’n vet aangezet accent vond ik te veel effectbejag. Maar het werkte.”)
Jaren later speelde Tefsen weer de rol van Mien Dobbelsteen. Twee seizoenen (2003 en 2007) als toneelstuk. En in 2009 kwam er een remake (slechts één seizoen) van Zeg 'ns Aaa bij RTL4.
Van 2006 tot en met 2015 speelde Tefsen Opoe Withof in de populaire remake van de serie 't Schaep. Ook deze serie was een kijkcijferhit met wekelijks ruim meer dan een miljoen (tot 2,6 miljoen) kijkers.
In 1987 kwam de TROS met het datingprogramma Op goed geluk. Tefsen maakte daar haar presentatiedebuut op de Nederlandse televisie met. Ze presenteerde het programma vijf seizoenen lang, tot 1992. Na dit programma heeft ze geen andere televisieprogramma's meer gepresenteerd (behalve Call TV). Ze zegt daarover dat ze er nooit voor is gevraagd en het ook niet heeft opgezocht.

## Schilderen
“Het klinkt raar, omdat ik een prachtige carrière heb gehad, maar het voelt toch als een gemis dat ik niet het kunstzinnige beroep heb uitgeoefend waar ik van droomde. Ontwerpen, schilderen. Iets met verf. Dat zat het dichtste bij mijn echte zelf.” Dat vertelde Tefsen in een interview met Het Parool in 2023. Naast haar werk heeft ze steeds geschilderd en verschillende tentoonstellingen gehad.
In een interview in februari 2024 zegt Tefsen dat ze haar atelier heeft verkocht, met van alles bezig is en (dus) op dit moment niet schildert, hoewel ze er wel naar verlangt.
Ter gelegenheid van haar 60-jarig vakjubileum en haar 80e verjaardag schreef Carry Tefsen de biografie Zestig jaar in de schijnwerpers. Daarin schrijft ze dat ze niet meer op tournee wil, maar verder niet van plan is te stoppen met werken. “Ik mankeer niets en ben superfit,” zegt ze in 2023, hoewel ze moet bekennen dat het lopen wat minder gaat.

## Onderscheidingen
- In 1984 krijgt de cast van Zeg ´ns Aaa, waaronder natuurlijk Tefsen, de Televizier-Ring. In een vraaggesprek in 2020 vertelt ze dat ze de ring nog regelmatig draagt (destijds kreeg het winnende programma meerdere ringen voor cast, schrijvers en anderen).[15]
- In 2012 kreeg Tefsen een ´lintje´. Ze werd benoemd tot Ridder in de Orde van Oranje-Nassau. Ze kreeg de koninklijke onderscheiding vanwege haar bijdrage aan het Nederlandse Toneel-, Theater- en Televisiewereld. Ze heeft het Nederlandse volk “onvergetelijke momenten bezorgd”.[21]

## Televisie

### Hoofdrollen
- Ieder zijn deel - rol: Truus - VARA, 1976-1978
- Zeg 'ns Aaa - rol: Mien Dobbelsteen - VARA, 1981-1993
- Zoals u wenst, mevrouw - rol: Jeanette van Crailoo de Beuker - VARA, 1984
- Moordspel, afl 4 - Ilusie Verstoord - Panellid - TROS, 1987
- De Victorie - rol: Nel Bakker-Pellegrim - VARA, 1994
- Vrouwenvleugel - rol: Cor Vis - RTL 4, 1994
- De Garage - rol: Coby - Veronica, 2000-2001
- 't Schaep met de 5 pooten - rol: Opoe Withof - KRO, 2006
- 't Vrije Schaep - rol: Opoe Withof - KRO, 2009
- Zeg 'ns Aaa - rol: Mien Dobbelsteen - RTL 4, 2009
- 't Spaanse Schaep - rol: Opoe Withof - KRO, 2011
- 't Schaep in Mokum - rol: Opoe Withof - KRO, 2013
- Judas - rol: Moeder Stien - RTL 4 / Videoland, 2019–2022
- Het geheime dagboek van Hendrik Groen - rol: Leonie ter Horst - Omroep MAX, 2019 & 2022

### Gastrollen
- De Graaf van Monte Christo - KRO, 1971/1972
- Waaldrecht - VARA, 1973
- Pipo en het grachtengeheim - rol: vrouw - VARA, 1975
- Martine - rol: Doornroosje - NOS, 1976
- De Lemmings - rol: Thea - VARA, 1981
- Oog in oog - rol: Emmy - IKON, 1991
- Oppassen!!! - rol: Mien Dobbelsteen - VARA, 1995
- Baantjer - rol: Nel Duifjes - RTL 4, 1998
- Kees & Co - rol: Vrouw die op de bus wacht - RTL 4, 1998
- Het Zonnetje in Huis - rol: Agnetha Bovenkerk - RTL 4, 1999
- Sinterklaasjournaal - rol: Mevrouw Rosmalen - NTR, 2018

### Presenteren
- Op goed geluk - TROS, 1987-1992
- Call TV: De Droogkap, Veronica, 1997

## Film
- Jij en ikke (televisiefilm/musical) - NCRV, 1965
- Wat zien ik!? - rol: prostituee - 1971
- Blue movie - rol: Elly - 1971
- Alicia - rol: Henny, Martins vrouw - 1974
- Keetje Tippel - rol: Vrouw in wasfabriek - 1975
- Zwaarmoedige verhalen voor bij de centrale verwarming - rol: Vrouw van Jon (segment "Zeeman Tussen Wal en Schip") - 1975
- Assepoester - Stem: Drizella - 1992
- Filmpje! - rol: begrafenisondernemer - 1995
- BNN: K.R.S.T.M.S (televisiefilm) - BNN, 1995
- Dichter op de Zeedijk (televisiefilm) - rol: grootmoeder - NPS, 1999
- K3 en het ijsprinsesje - rol: Heks - 2006
- Piet Piraat en de Mysterieuze Mummie - rol: Tante Cleo - 2010
- De Bug (Korte Film) - rol: Mia - 2007
- Aardbei (Korte Film) - rol: vrouw in de Lobby - 2020

## Theater
- Cabaret Adam en Eva - 1964

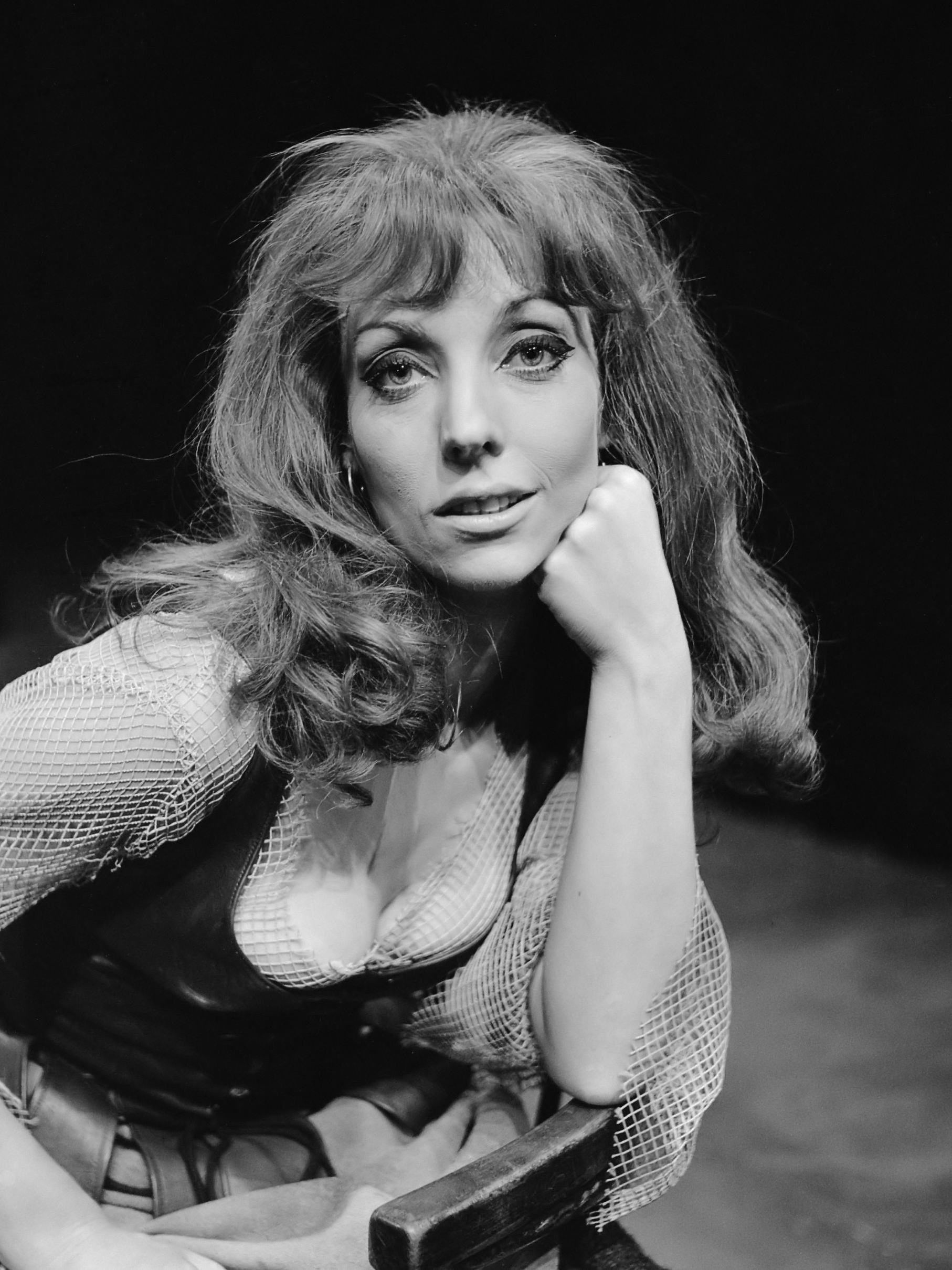
Carry Tefsen als Dulcinea in De Man van La Mancha (1968)

- ABC-cabaret: Wat een land! Wat een land! - 1964-1966
- Anatevka - rol: Fromme Sarah - 1966-1968
- De Man van La Mancha - rol: Aldonza/Dulcinea - 1968/1969
- De Jantjes - rol: Toffe Jans - 1970/1971
- De Nieuwe Nederlandse Revue: Dag Dag Heerlijke Lach - rol: leading lady - 1973/1974
- Theater van de Lach: Inpakken en wegwezen - 1976/1977
- Als je lacht, dan ben je rijk - rol: Roosie - 1977/1978
- Rooie Sien - rol: Rooie Sien - 1978/1979
- Ronde Ka - rol: Ronde Ka - 1980/1981
- Oh... Waterlooplein - rol: Fanny - 1981/1982
- De Jantjes - rol: Toffe Jans - 1982/1983
- De Jordaan - rol: Jet - 1983/1984
- Huwelijk in de steigers - rol: Linda Hamer - 1985/1986
- Boefje - rol: Vrouw Grovers - 1986/1987
- Heimwee - rol: Annie - 1987/1988
- Oud Speelgoed - rol: Rosalie - 1988
- De glorieuze comeback van Coco - rol: Coco - 1991
- Oh, Johnny - rol: Tante Leen - 1997
- De Jantjes - rol: Na Druppel - 1997/1998
- Anatveka - rol: Yente, de koppelaar - 1998/1999
- Irma La Douce - rol: Bobette - 2001/2002
- Zeg 'ns Aaa - rol: Mien Dobbelsteen - 2003/2004
- De Jantjes - rol: Tante Pietje - 2004-2005
- Champagne - rol: Alessa - 2005-2006
- Zeg 'ns Aaa: Met de assistente van... - rol: Mien Dobbelsteen - 2007/2008
- Omdat ik zoveel van je hou - soliste - 2010/2011
- Flashdance - rol: Hannah Long - 2013/2014
- Billy Elliot - rol: Oma - 2014/2015
- Gouwe Ouwe - rol: Coby - 2017

## Boeken & muziek
- Het is en blijft Carry, LP met Nederlandse nummers, Dureco, 1987
- Carry Tefsen echt live - opgetekend door Lou Polak en Carry Tefsen, Uitgeverij Heiermann & Co, 1987, ISBN 9070568047
- Carry Tefsen: zestig jaar in de schijnwerpers (biografie), Uitgeverij Spectrum, 2018, ISBN 9789000364428